# China Masters (snooker)
De China Masters was een professioneel non-ranking snookertoernooi. Het werd gehouden in 1985, 1986 en 1996. De eerste editie werd gewonnen door Steve Davis.

## Winnaars
| Jaar                        | Winnaar                     | Verliezend finalist         | Score                       | Seizoen                     |
| China Masters (non-ranking) | China Masters (non-ranking) | China Masters (non-ranking) | China Masters (non-ranking) | China Masters (non-ranking) |
| --------------------------- | --------------------------- | --------------------------- | --------------------------- | --------------------------- |
| 1985                        | Steve Davis                 | Dennis Taylor               | 2-1                         | 1985/1986                   |
| 1986                        | Steve Davis                 | Terry Griffiths             | 3-0                         | 1986/1987                   |
| 1996                        | Rod Lawler                  | Shokat Ali                  | 6-3                         | 1995/1996                   |